# Componentes Web
Componentes Web são um conjunto de normas atualmente sendo produzidos por engenheiros do Google como também uma especificação da W3C que permitem a criação de componentes reutilizáveis em documentos e aplicações web. A intenção por trás deles é trazer a engenharia de software baseada em componentes para a Web. O modelo de componentes permite encapsulamento e interoperabilidade de elementos HTML individuais.
O suporte para os componentes web está presente nos principais navegadores web, com polyfills disponíveis para os demais sem suporte.
Componentes Web consistem em 4 elementos principais que podem ser utilizados em conjunto ou separadamente:
- Elementos personalizados
- Sombra do DOM
- Importação de HTML
- Modelos HTML

## Exemplo
A definição do componente:
```
export
 
class
 
MyCounter
 
extends
 
HTMLElement
 
{

  
#
count
;

  
#
span
;

  
#
button
;

  
connectedCallback
()
 
{

    
const
 
start
 
=
 
Number
(
this
.
getAttribute
(
'start'
));

    
this
.
#
count
 
=
 
Math
.
max
(
0
,
 
start
 
||
 
5
);

    
// Se não possuir Declarative Shadow Root

    
if
 
(
!
this
.
shadowRoot
)
 
{

      
this
.
attachShadow
({
 
mode
:
 
'open'
 
}).
innerHTML
 
=
 
`

        <style>

          :host {

            display: flex;

            flex-direction: column;

            align-items: center;

            justify-content: center;

            gap: 0.5rem;

            height: 100vh;

          }

          .label {

            font: 1.125rem Noto, sans-serif;

          }

        </style>

        <span class="label"></span>

        <button>Contar</button>

      `
;

    
}

    
this
.
#
span
 
=
 
this
.
shadowRoot
.
querySelector
(
'.label'
);

    
this
.
#
button
 
=
 
this
.
shadowRoot
.
querySelector
(
'button'
);

    
this
.
#
button
.
addEventListener
(
'click'
,
 
this
.
decrement
.
bind
(
this
));

    
this
.
requestUpdate
();

  
}

  
requestUpdate
()
 
{

    
this
.
#
span
.
textContent
 
=
 
this
.
label
;

    
this
.
#
button
.
disabled
 
=
 
this
.
#
count
 
===
 
0
;

  
}

  
get
 
label
()
 
{

    
switch
 
(
this
.
#
count
)
 
{

      
case
 
0
:
 
return
 
`Fim.`
;

      
case
 
1
:
 
return
 
`Encerra no próximo clique!`
;

      
default
:
 
return
 
`Encerra em 
${
this
.
#
count
}
 cliques.`
;

    
}

  
}

  
decrement
()
 
{

    
if
 
(
this
.
#
count
 
>
 
0
)
 
{

      
this
.
#
count
--
;

    
}

    
this
.
requestUpdate
();

  
}

}

customElements
.
define
(
'my-counter'
,
 
MyCounter
);

```

E o uso:
```
<
my-counter
 
start
=
"5"
></
my-counter
>

```

Ou com Declarative Shadow DOM (DSD) para uso com Server-Side Rendering (SSR):
```
<
my-counter
 
start
=
"5"
>

  
<
template
 
shadowrootmode
=
"open"
>

    
<
style
>

      
:
host
 
{

        
display
:
 
flex
;

        
flex-direction
:
 
column
;

        
align-items
:
 
center
;

        
justify-content
:
 
center
;

        
gap
:
 
0.5
rem
;

        
height
:
 
100
vh
;

      
}

      
.
label
 
{

        
font
:
 
1.125
rem
 
Noto
,
 
sans-serif
;

      
}

    
</
style
>

    
<
span
 
class
=
"label"
>
Encerra em 5 cliques.
</
span
>

    
<
button
>
Contar
</
button
>

  
</
template
>

</
my-counter
>

```